# 红药
红药（学名：Chirita longgangensis var. hongyao）为苦苣苔科唇柱苣苔属下的一个变种。

## 扩展阅读
- 維基物種上的相關：红药